# مرتضی عظیمایی
مرتضی عظیمایی دیوکلایی (زاده ۲۰ شهریور ۱۳۶۱) یک بازیکن فوتسال اهل ایران و شهر امیرکلا مازندران است.